# Константінос Лумпутіс
Константінос Лумпутіс (грец. Κωνσταντίνος Λουμπούτης, нар. 10 червня 1979, Салоніки) — грецький футболіст, що грав на позиції захисника.
Виступав, зокрема, за клуб «Аріс», а також національну збірну Греції.
Володар Кубка Інтертото.

## Клубна кар'єра
У дорослому футболі дебютував 1995 року виступами за команду «Аріс», в якій провів сім сезонів, взявши участь у 118 матчах чемпіонату. 
Згодом з 2002 по 2008 рік грав у складі команд «Перуджа», «Сієна», «Перуджа», «Твенте», «АДО Ден Гаг», «Анортосіс» та «Левадіакос». Протягом цих років виборов титул володаря Кубка Інтертото.
Завершив ігрову кар'єру у команді «ПАС Яніна», за яку виступав протягом 2008—2010 років.

## Виступи за збірні
Залучався до складу молодіжної збірної Греції.
У 1999 році дебютував в офіційних матчах у складі національної збірної Греції.
Загалом протягом кар'єри в національній команді, яка тривала 1 рік, провів у її формі 1 матч.
| Дата       | Місто   | Господарі | Результат | Гості   | Турнір           | Голи | Примітки |
| ---------- | ------- | --------- | --------- | ------- | ---------------- | ---- | -------- |
| 18-12-1999 | Трикала | Греція    | 2 – 2     | Естонія | товариський матч | -    | 46'      |
| Усього     |         | Матчів    | 1         |         | Голів            | 0    |          |

## Титули і досягнення
- Володар Кубка Інтертото (1):

«Перуджа»: 2003